# Theristicus melanopis
La bandurria, bandurria de collar o bandurria austral (Theristicus melanopis)  es una especie de ave pelecaniforme de la familia Threskiornithidae propia de Sudamérica que se puede encontrar en el Perú, Chile, Ecuador , Argentinay Colombia 

## Taxonomía
Hubo un tiempo en que la bandurria de collar fue considerada una subespecie de la bandurria común pero hoy en día la mayoría de los naturalistas rechazan esta clasificación. Así mismo, la bandurria andina fue considerada también una subespecie de este taxón hasta que en 2014 siguiendo los estudios de Del Hoyo y Collar se las separó como especies separadas. Desde entonces no se reconocen subespecies para la bandurria de collar. 

## Descripción
Mide sobre 75 cm de longitud y alcanzan el 1,2 kg de peso. Tiene la parte dorsal del cuerpo de color gris y las alas son también de esto color con las plumas primarias y las secundarias negras. La cara, el cuello y el pecho son de tonos ocres y amarillentos con una banda transversal en gris que le atraviesa el pecho. Las partes inferiores y la cola son negras. La corona y la nuca son de color castaño, un color más oscuro que el tono canela propio de la bandurria andina. Las patas son de color rosa oscuro. Presenta una zona desnuda en la cara sin plumas que es de color negro, como el pico y la carúncula que posee en la garganta. El iris de los ojos es de color rojo. Los ejemplares inmaduros tienen un plumaje muy parecido a los adultos pero en tonos más pálidos.

## Distribución y hábitat

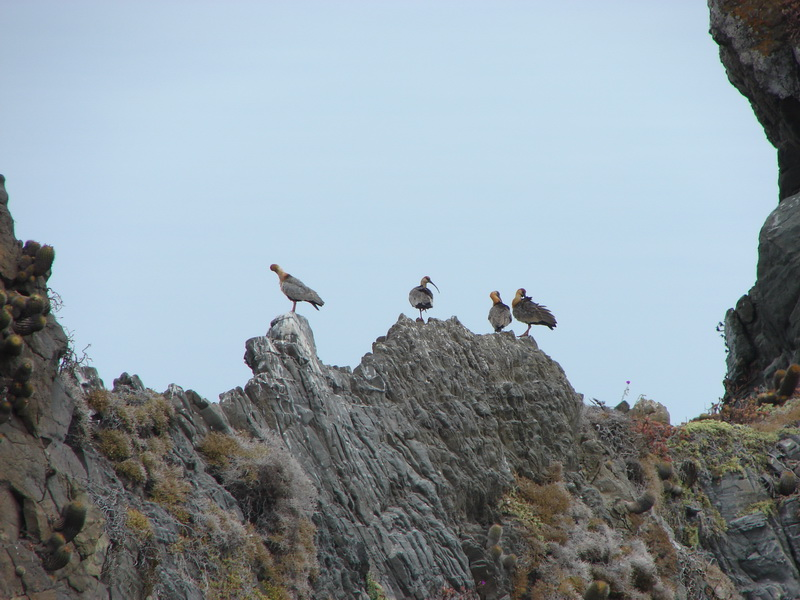
Bandurrias en la costa de Los Vilos, Chile.

Esta ave se distribuye por el sur de Argentina, el centro y sur de Chile y una franja costera del Pacífico en Perú. Es bastante común en el sur del subcontinente, sin embargo, en Perú donde estuvo más extendido hoy en día es más difícil de encontrar. Las poblaciones de Perú son residentes todo el año pero las del sur de Argentina y Chile migran a la región de las Pampas en el norte de Argentina.
Se encuentra en campo abierto en praderas, pastos y campos cultivados, así como en valles pantanosos, pastizales áridos y a lo largo de márgenes de lagos y ríos. En el norte ocupa zonas costeras e islas próximas al continente. Ocupa desde el nivel del mar hasta los 3000 m de altitud.

## Comportamiento
Pasa la noche en grupos de árboles altos y acantilados donde se posan para dormir. Cada mañana abandonan estos lugares y se desplazan a las áreas de alimentación. Se alimenta desplazándose lentamente a través de los pastizales y de las aguas poco profundas rebuscando con su largo pico en busca de alimento. Su dieta es bastante variada y se compone de insectos, gusanos, ranas, renacuajos, salamandras y, ocasionalmente, roedores.
Nidifica en colonias, normalmente mixtas con otras especies de aves acuáticas y marinas como cormoranes y martinetes, en las que se pueden encontrar hasta 50 parejas reproductoras. Construye su nido en grietas o salientes de riscos en formaciones rocosas del interior, en acantilados o en la copa de los árboles. El nido tiene un tamaño considerable y está realizado con palos secos, ramitas y tallos. La nidada se compone de 2-3 huevos de color blanquecino con motas de color marrón.

## Conservación
La UICN cataloga a esta especie como de preocupación menor debido a que se encuentra bastante extendida en su rango y a que las poblaciones de la misma permanecen estables. Los mayores peligros a los que se enfrenta son los relacionados con la destrucción de su hábitat por la expansión de las actividades agrícolas, la contaminación y el cambio climático.

## Galería de imágenes

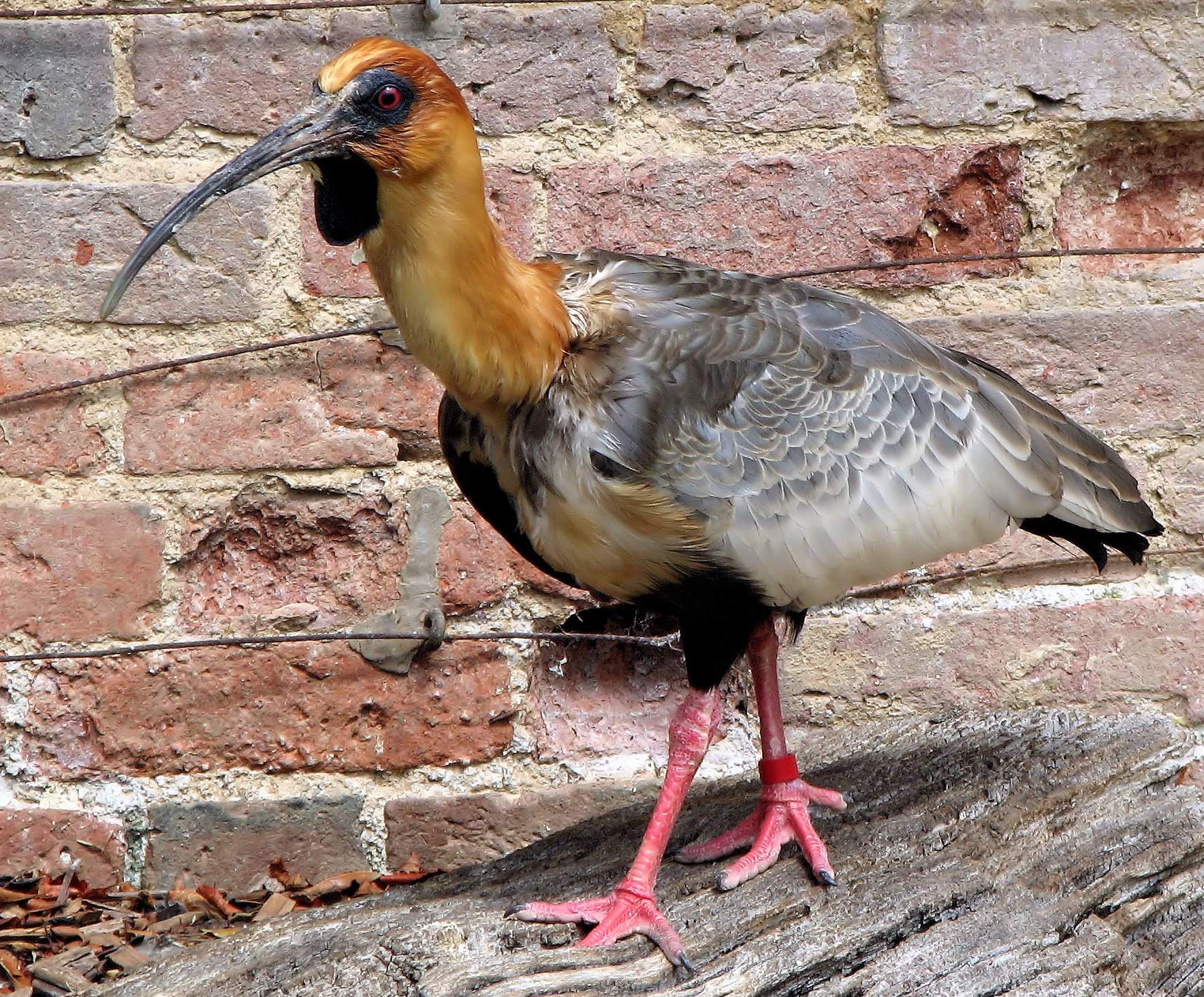